# Leisel
 Leisel là một đô thị thuộc huyện Birkenfeld, bang Rheinland-Pfalz, Đức. Đô thị này có diện tích 8,82 km².